# Josep Antoni Ferrer i Soler
Josep Antoni Ferrer i Soler fou un polític català, diputat a les Corts Espanyoles durant la restauració borbònica.
Fou elegit diputat pel districte de Vilanova i la Geltrú a les eleccions generals espanyoles de 1891. En gener de 1895 va substituir fins al final de la legislatura al diputat republicà Josep Maria Vallès i Ribot, elegit diputat també per Vilanova i la Geltrú a les eleccions generals espanyoles de 1893.